# Adams County
Adams County — метеорит-хондрит масою 5700 грам.
Велика частина осколків метеориту зараз зберігається в Colorado School of Mining. В 1967 році за допомогою петрографічного аналізу Adams County було класифіковано як H5 Ван Шмусом і Вудом.
Найбільшу увагу привернули кам'яні фрагменти, що вказують на новий тип метеоритів.